# 達米爾·德祖赫
達米爾·德祖赫（Damir Džumhur，1992年5月20日—）是一位波士尼亞與赫塞哥維納職業網球運動員。他曾参加2016年夏季奥林匹克运动会，结果在单打第一轮被以色列选手杜迪·塞拉淘汰。

## 外部連結
- 官方网站
- 達米爾·德祖赫（英文/西班牙文）的官方資料
- 達米爾·德祖赫的國際網球總會 職業／青少年 官方資料（英文）
- 達米爾·德祖赫的官方資料（英文）